# L Tower
La L Tower es un rascacielos residencial ubicado en Toronto, Ontario, Canadá. Diseñado por el arquitecto Daniel Libeskind, el edificio se sitúa al lado del histórico Sony Centre for the Performing Arts, un icono modernista de la ciudad en la esquina de Yonge Street y Front Street. No se construirá encima de este edificio, como se ha pensado erróneamente. La construcción del proyecto comenzó a mediados de octubre de 2009 y fue completado a finales de 2014.

## Promotores
El edificio está siendo promovido por tres empresas, Cityzen  y Castlepoint Realty Partners Limited de Toronto y  Fernbrook Homes de Concord (Ontario).